# Square de Verdun
Square de Verdun är en återvändsgata i Quartier de l'Hôpital-Saint-Louis i Paris 10:e arrondissement. Gatan, som börjar vid Avenue de Verdun 14, är uppkallad efter staden Verdun, berömd för ett slag under första världskriget.

## Bilder
| - Gatuskylt. |

## Omgivningar
- Saint-Joseph-Artisan
- Square Raoul-Follereau
- Jardin Villemin
- Square Amadou-Hampâté-Bâ

## Kommunikationer
- Tunnelbana – linjerna    – Gare de l'Est
- Busshållplats Verdun – Paris bussnät, linjerna 46 54

### Webbkällor
- ”Square de Verdun”. Mairie de Paris. https://web.archive.org/web/20160303170253/http://www.v2asp.paris.fr/commun/v2asp/v2/nomenclature_voies/Voieactu/9706.nom.htm. Läst 19 juli 2022.
- ”Square de Verdun (10ème arrondissement)”. Les rues de Paris. https://web.archive.org/web/20171104040509/http://www.parisrues.com/rues10/paris-10-square-de-verdun.html. Läst 19 juli 2022.